# Psammobatis scobina
Psammobatis scobina (Philippi, 1857) o pequén espinoso es una especie de pez cartilaginoso de la familia de los Arhynchobatidae en el orden de los Rajiformes.

## Aspectos morfológicos
El pequén espinoso es una pequeña raya de nariz blanda que se distingue por un hocico corto, una superficie dorsal con finos dentículos a lo largo del margen anterior del disco, espinas presentes en las regiones nucal, supraescapular y escapular, con 3 a 5 filas longitudinales a lo largo de la cola; la superficie del disco dorsal es parduzca con pequeñas manchas claras y oscuras. 

## Aspectos reproductivos y conductuales
Psammobatis scobina es una especie que llega a medir hasta 50 cm de longitud total (LT) y madura a los 43-49 cm de LT Es ovíparo y las hembras ponen huevos envueltos en una cápsula córnea.

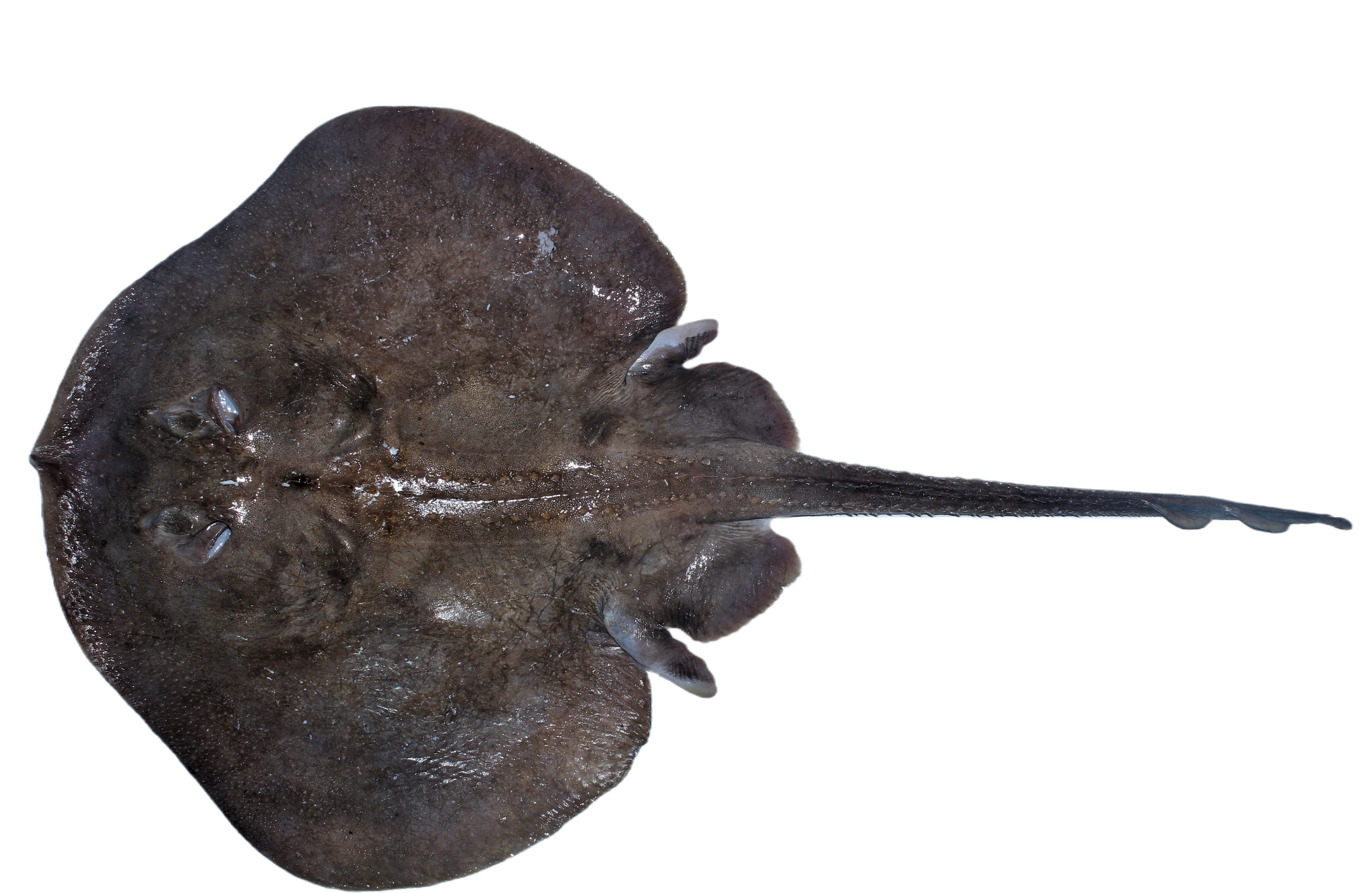
Ejemplar observado en Viña del Mar, Valparaíso, Chile.

## Alimentación
Se desconoce la alimentación de esta especie, pero se infiere a partir de otras especies del género Psammobatis que se alimenta de crustáceos, poliquetos, moluscos y pequeños peces óseos.

## Hábitat
Es un pez de mar y de Clima subtropical y demersal en la plataforma continental y en el talud superior a profundidades de 30–450 m de profundidad.

## Distribución geográfica
Se encuentra en el Océano Pacífico suroriental y es endémica de Chiley en el Océano Atlántico suroccidental (desde el Uruguay hasta la Argentina) y es posible que se encuentre en las Islas Malvinas.
En Chile esta especie ha sido registrada desde Antofagasta hasta el Estrecho de Magallanes

## Estado de conservación
La raya espinosa ha sido evaluada por la Lista Roja de Especies Amenazadas de la UICN como de Preocupación Menor (LC).

## Principales y potenciales amenazas
Esta especie se captura principalmente como un descarte de las pesquerías de arrastre de fondo. Su pequeño tamaño y continua abundancia en las capturas, sin evidencia de disminución, indican que puede ser lo suficientemente productiva como para soportar los niveles actuales de presión pesquera. No se sospecha que el pequen espinoso este cerca de alcanzar el umbral de reproducción de la población y es una especie inofensiva para los humanos. 